# 吴泽桐 (1980年)
吴泽桐，男，汉族，1980年1月生，研究生、管理学硕士、工商管理硕士，中共党员。
吴泽桐（1980年1月—），中华人民共和国政治人物，生于广东汕头，研究生、管理学硕士、工商管理硕士，中国共产党党籍。现任广东省珠海市市长。

## 简历
公开简历显示，吴泽桐，广东省汕头市人，1998年6月加入中国共产党，1998年9月在华南理工大学工商管理学院工商管理专业（第二专业为法学）学习。4年后，吴泽桐在该校战略管理专业研究生学习，获管理学硕士学位。在2003年8月至2004年8月，他还被公派到美国匹兹堡州立大学访问学习，获MBA学位。
2005年7月，吴泽桐参加工作，在广东省发改委办公室担任干部，后历任副主任科员、主任科员，2010年任办公室副主任。
2013年7月，吴泽桐任广东省发改委经济贸易处处长，2014年9月任综合处处长。其间，他曾先后挂职任肇庆市发展改革局副局长、市政府副秘书长，梅州市五华县委常委、副县长。
2016年，吴泽桐任梅州市副市长，后还兼任梅县区委书记。
2021年，吴泽桐任云浮市委常委、常务副市长；
2024年12月任珠海市委副书记、代市长。